# استراز
استراز یک آنزیم هیدرولازی است که استرها را طی یک واکنش شیمیایی بنام هیدرولیز با آب به یک اسید و یک الکل می‌شکند.
طیف وسیعی از استرازهای مختلف وجود دارد که در اختصاصی بودن سوبسترا، ساختار پروتئین و عملکرد زیستی خود فرق می‌کنند.

## طبقه‌بندی / لیست آنزیم‌ها
- استیل استراز، گروه‌های استیلی را می‌شکند.
- کولین استراز
- استیل کولین استراز، انتقال دهنده عصبی استیل کولین را غیرفعال می‌کند و در بافت عصبی و گلبول قرمز یافت می‌شود.
- سودوکولین استراز، اختصاصی یودن وسیع سوبسترا، پیدا شده در پلاسمای خون و کبد و عضله قلب و روده و پانکراس
- پکتین استرازها، آبمیوه‌ها را تصفیه می‌کند.
- اندونوکلئازها (دئوکسی ریبونوکئازها و ریبونوکلئازها)
- اندودئوکسی ریبونوکلئاز
- اندوریبونوکلئازها
- یا دئوکسی یا ریبو

## پیوندهای دیگر
- نامگذاری آنزیم‌ها